# Markt (Gouda)

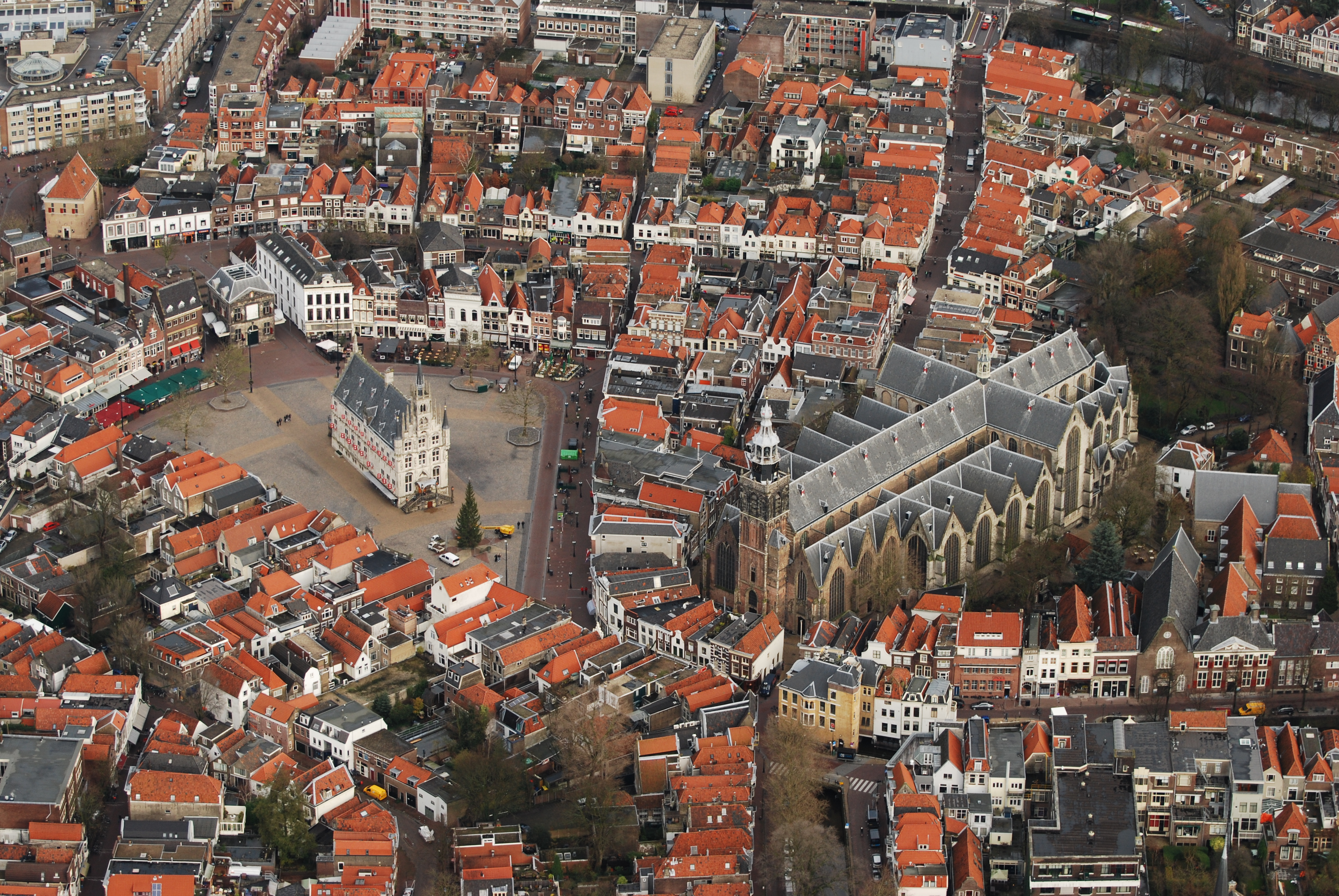
De markt van Gouda, gezien vanuit de lucht.

De Markt is het centrale plein rond het stadhuis in de binnenstad van Gouda. 
In 1365 werd een moerassig stuk grond door de stad aangekocht van de heren Van der Goude om hier een nieuw stadhuis te kunnen bouwen. Met de bouw van het stadhuis werd pas in 1448 begonnen.

Het marktplein heeft een min of meer driehoekige vorm. De noord-/noordoostzijde is niet recht maar gebogen. De drie straten om de markt hadden in het verleden eigen namen. De gebogen noord-/noordoostzijde werd, waarschijnlijk vanwege de vorm, de Regenboog genoemd, de westzijde was de Koestraat (hier werd de koeienmarkt gehouden) en de zuidoostelijke zijde werd de Botermarkt genoemd. Deze namen dateren uit de 14e eeuw, maar werden nog tot in de 20e eeuw gebruikt. In het verleden is ook wel de naam 'Groote Markt' gebruikt, maar officieel heet het gehele plein tegenwoordig de 'Markt'.

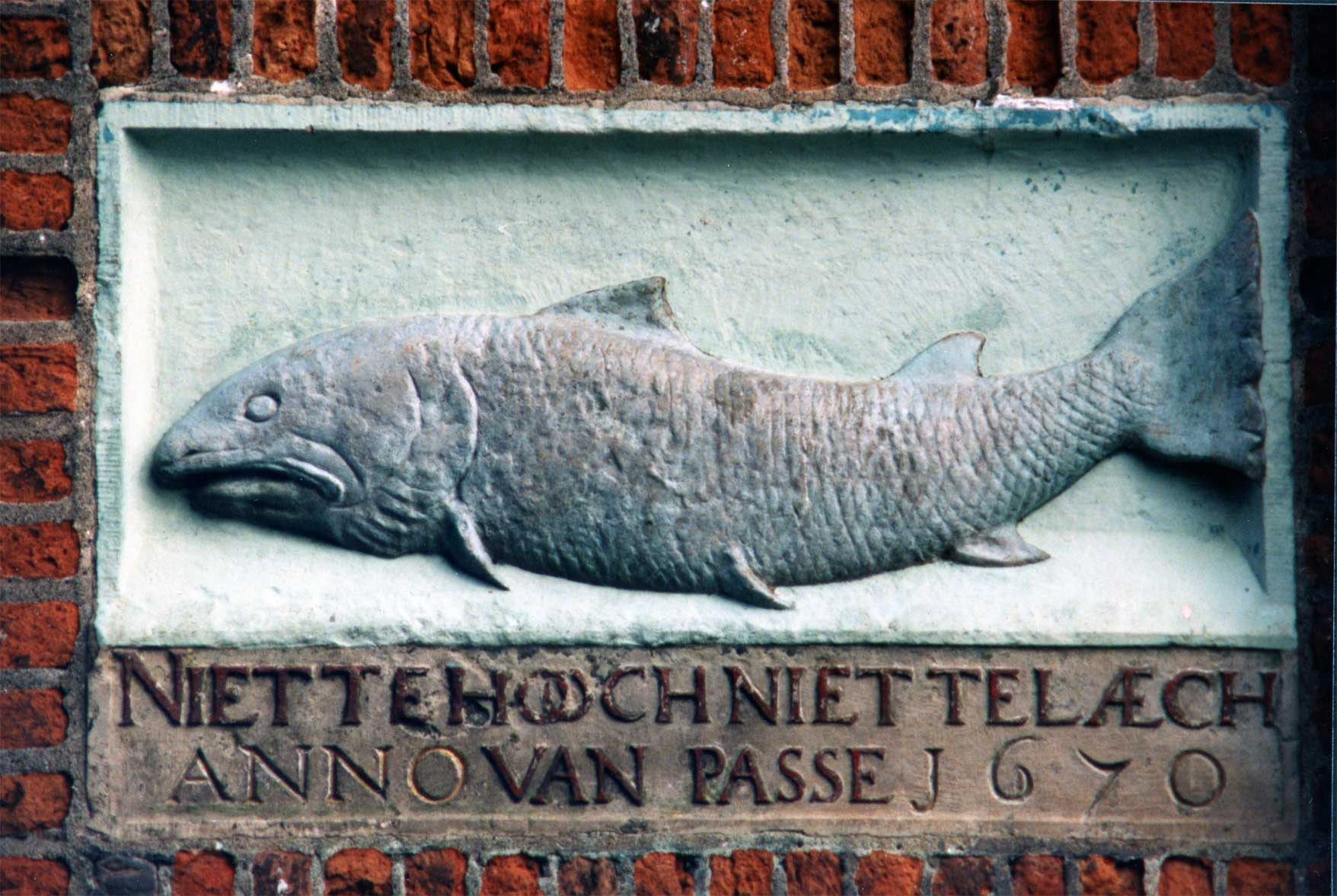
Gevelsteen van hotel De Zalm

Naast het bekende stadhuis is ook de door Pieter Post in 1668 gebouwde Waag een markant gebouw. Met de bouw van deze Waag werd tevens de hoogte van de andere gebouwen in de omgeving genormeerd. De daklijst van de naastliggende, in 1670 nieuw gebouwde, herberg De Zalm diende – volgens voorschrift van het stadsbestuur – ten minste zes el lager te zijn dan die van 'de Waag'. Daarom is in de nu nog bestaande gevelsteen van dit gebouw onder de afbeelding van een zalm de tekst te vinden: Niet te hooch niet te laech van passe.
De Markt is door de eeuwen heen een plaats geweest waar levendig handel werd gedreven. Koeien, paarden, vlees, boter, kaas en andere zuivelproducten werden er verhandeld. De jaarmarkten vonden hier plaats, maar ook de wekelijkse warenmarkten werden er georganiseerd. De huidige donderdag- en zaterdagmarkt zijn hier nog een overblijfsel van. De belangrijkste jaarmarkt was de Sint-Jacobsmarkt (eind juli), waar de huidige kermis zijn oorsprong in vindt.
Een ander in het oog springend gebouw aan de Markt is Arti Legi (1853-1855), dat huisvesting bood aan de stadstekenschool (Arti) en het kantongerecht (Legi). Tegenwoordig is het in gebruik als een multifunctionele ruimte onder andere voor tentoonstellingen. Het gebouw dateert uit 1855 en is ontworpen door de architect Willem Cornelis van Goor.
Vroeger was de Markt ook de plaats waar vonnissen ten uitvoer werden gebracht. Het schavot aan de achterzijde van het stadhuis was de plaats waar toeschouwers tot in de 19e eeuw zich om heen verzamelden om getuigen te kunnen zijn van het beulswerk. In 1860 vond er de laatste terechtstelling plaats, toen de 37-jarige dief en moordenaar uit Reeuwijk, Piet Pijnacker, werd opgehangen.

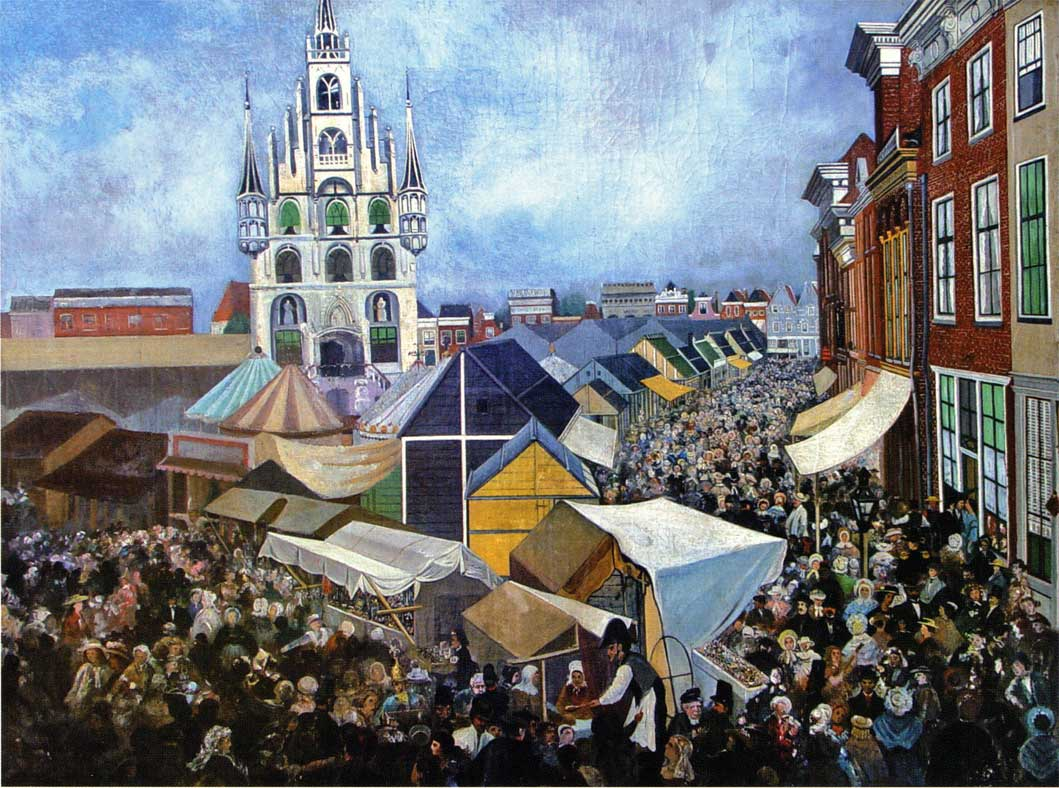
Kermis op de Markt van Gouda (1858) door Johannes Jacobus Bertelman
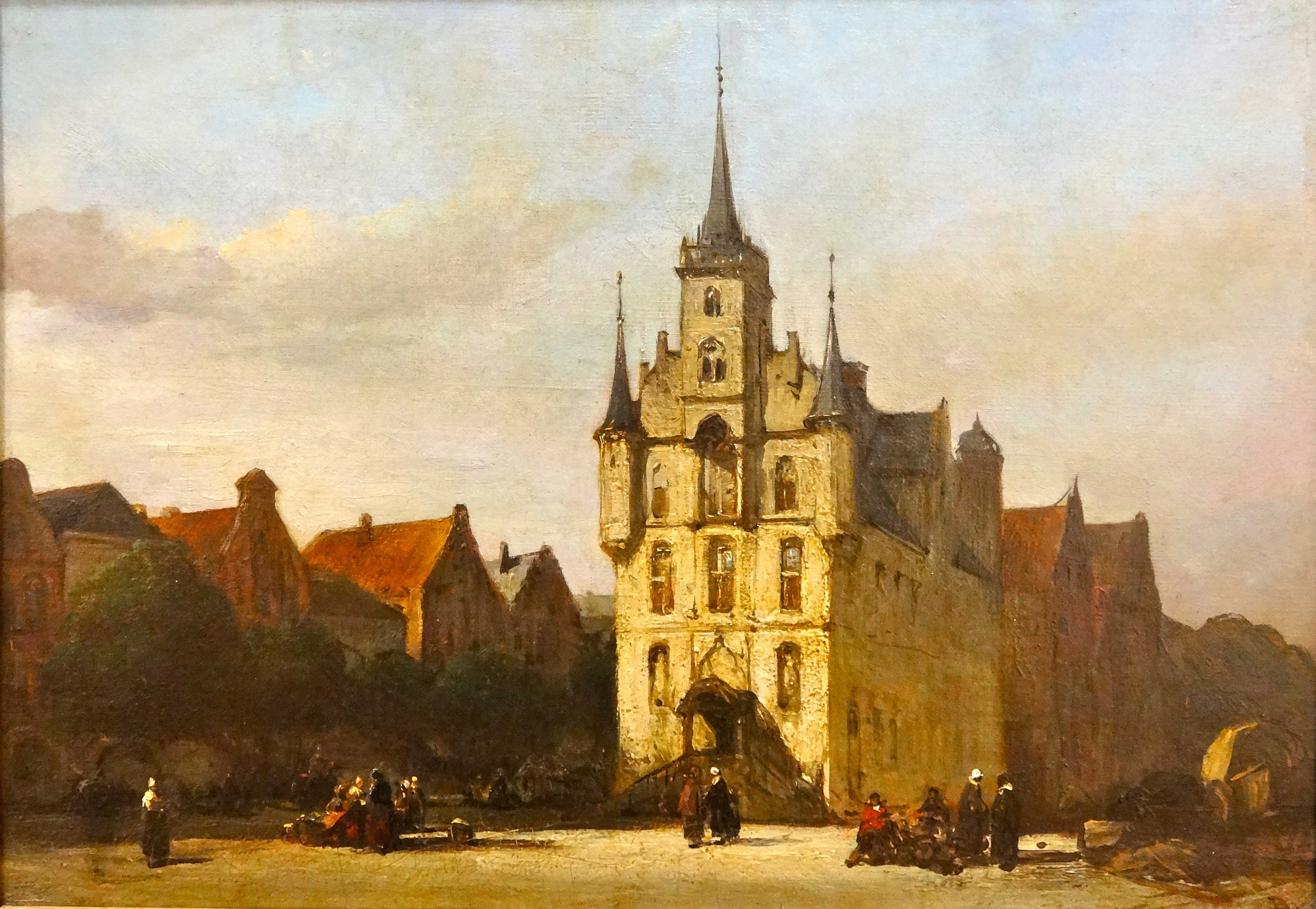
De Markt omstreeks 1880 door Johannes Bosboom
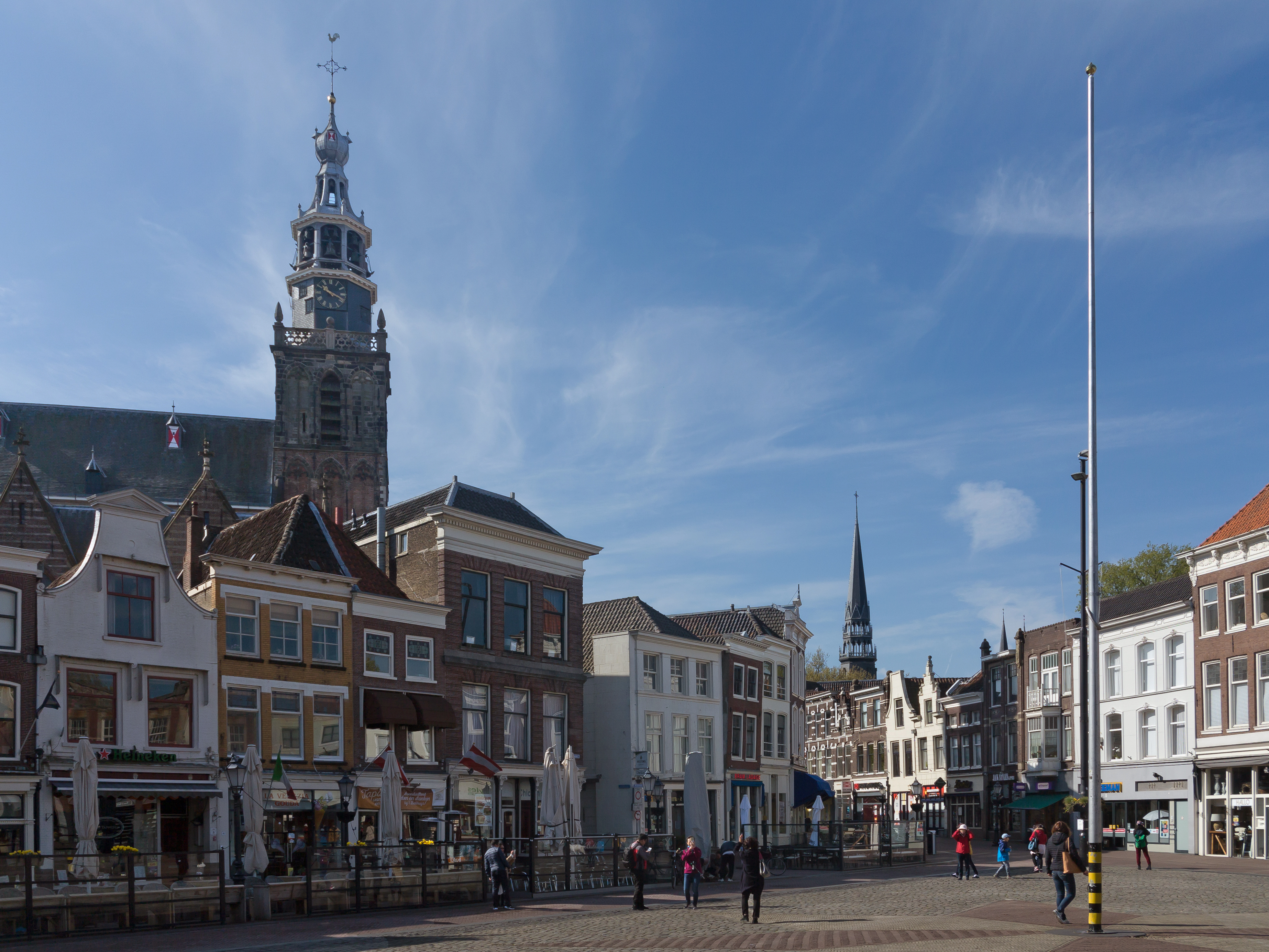
De Grote Kerk en de Gouwekerk vanaf de Markt
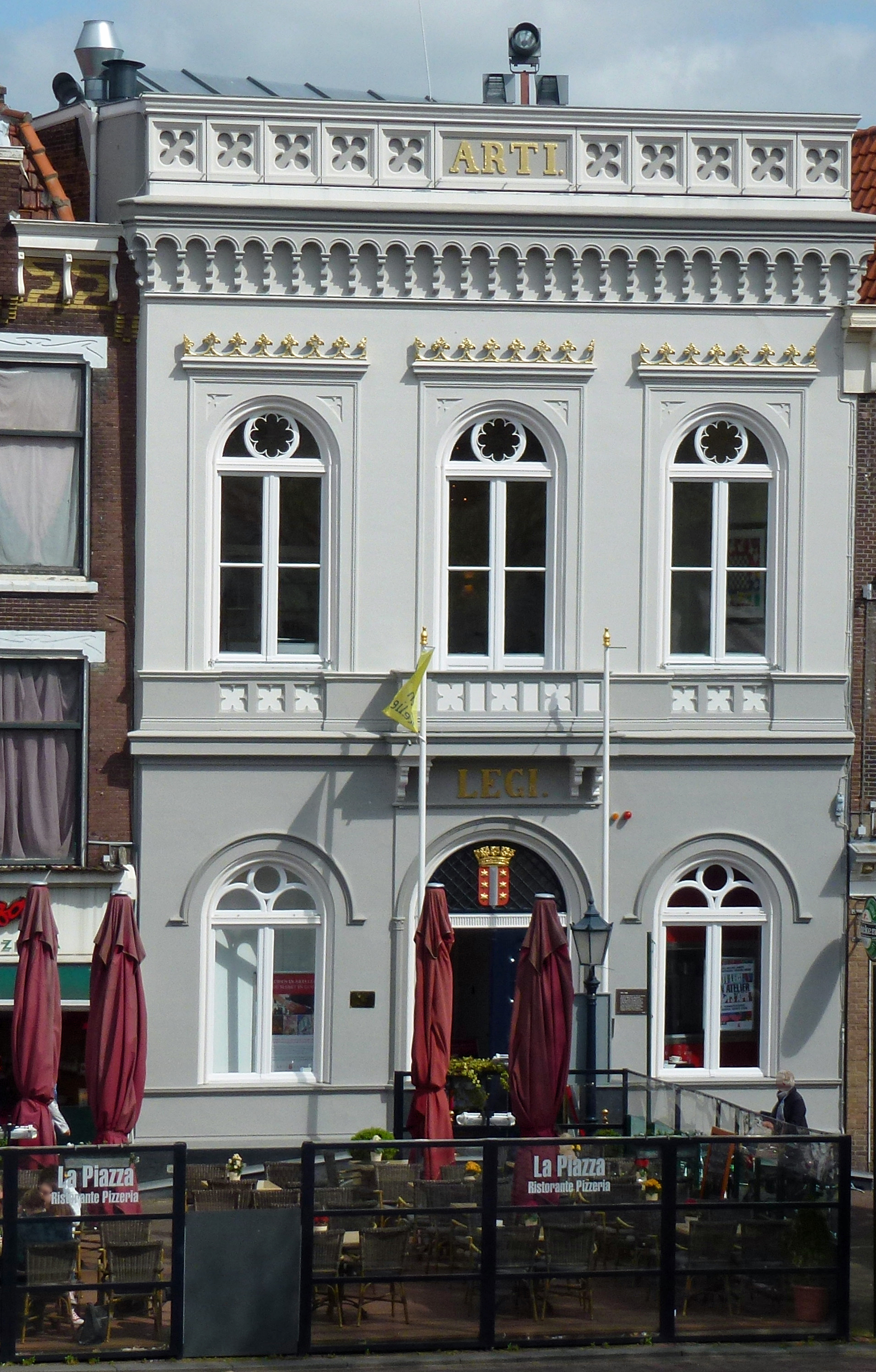
Arti Legi 1853-1855
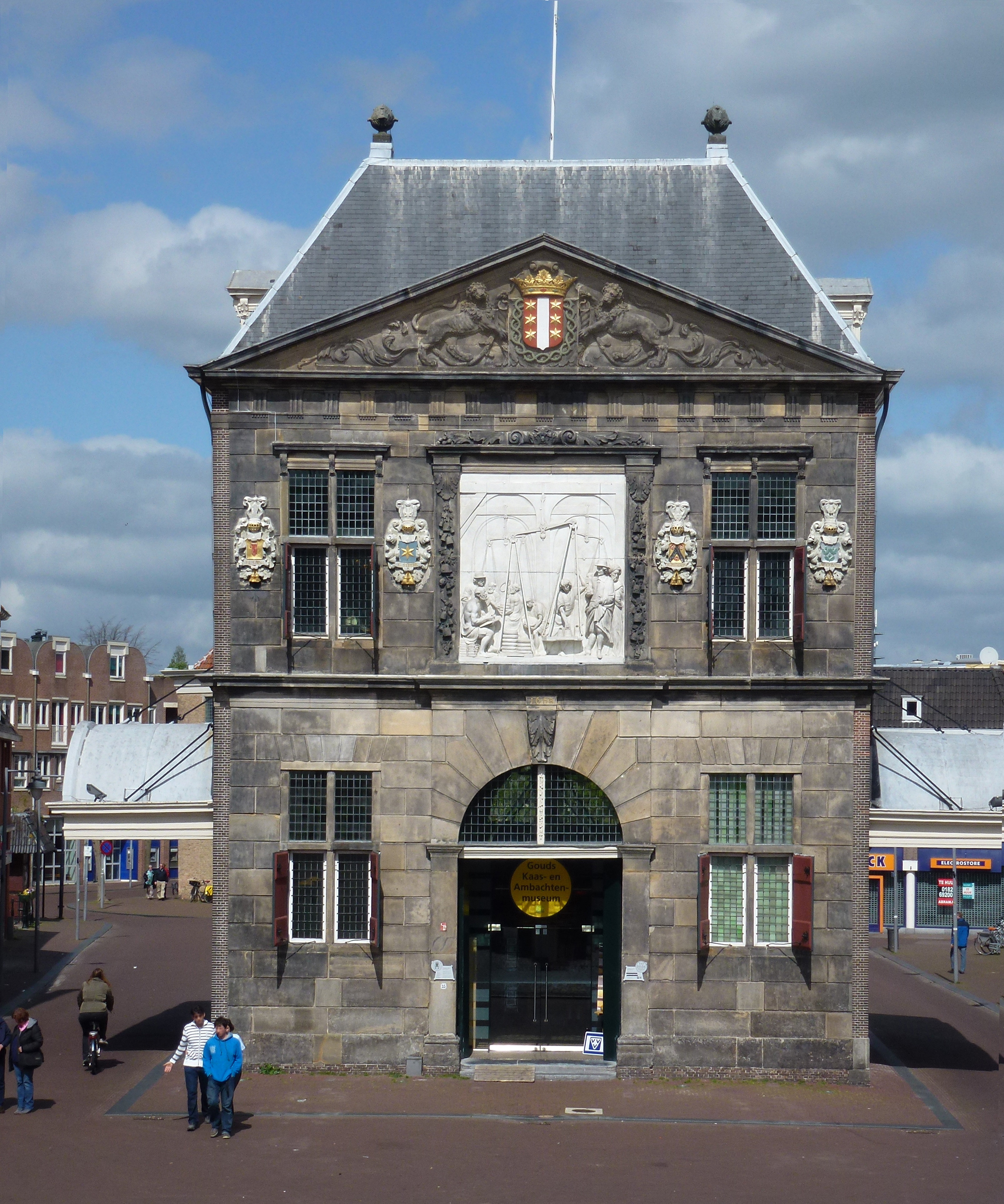
Waag uit 1668

## Weekmarkt Gouda
Elke donderdag (08.00–13.00 uur) en zaterdag (08.00–17.00 uur) is er een warenmarkt op de Markt.